# Bergern im Dunkelsteinerwald
Bergern im Dunkelsteinerwald är en kommun  i Österrike. Den ligger i distriktet Krems i förbundslandet Niederösterreich. Huvudorten Unterbergern ligger 63 kilometer väster om huvudstaden Wien.
Kommunen består av tio orter (Ortschaften) (inom parentes invånarantal 1 januari 2024):

- Geyersberg (20)
- Maria Langegg (29)
- Nesselstauden (64)
- Oberbergern (328)
- Paltmühl (20)
- Plaimberg (9)
- Scheiblwies (54)
- Schenkenbrunn (148)
- Unterbergern (550)
- Wolfenreith (88)